# Еретрія
Еретрія (грец. Ερέτρια) — грецьке містечко, яке адміністративно належить до ному Евбея, у давнину — незалежне місто-держава. Розташоване на узбережжі протоки Евріна, що відділяє Евбею від Беотії.

## Історія

### «Місто гребців»

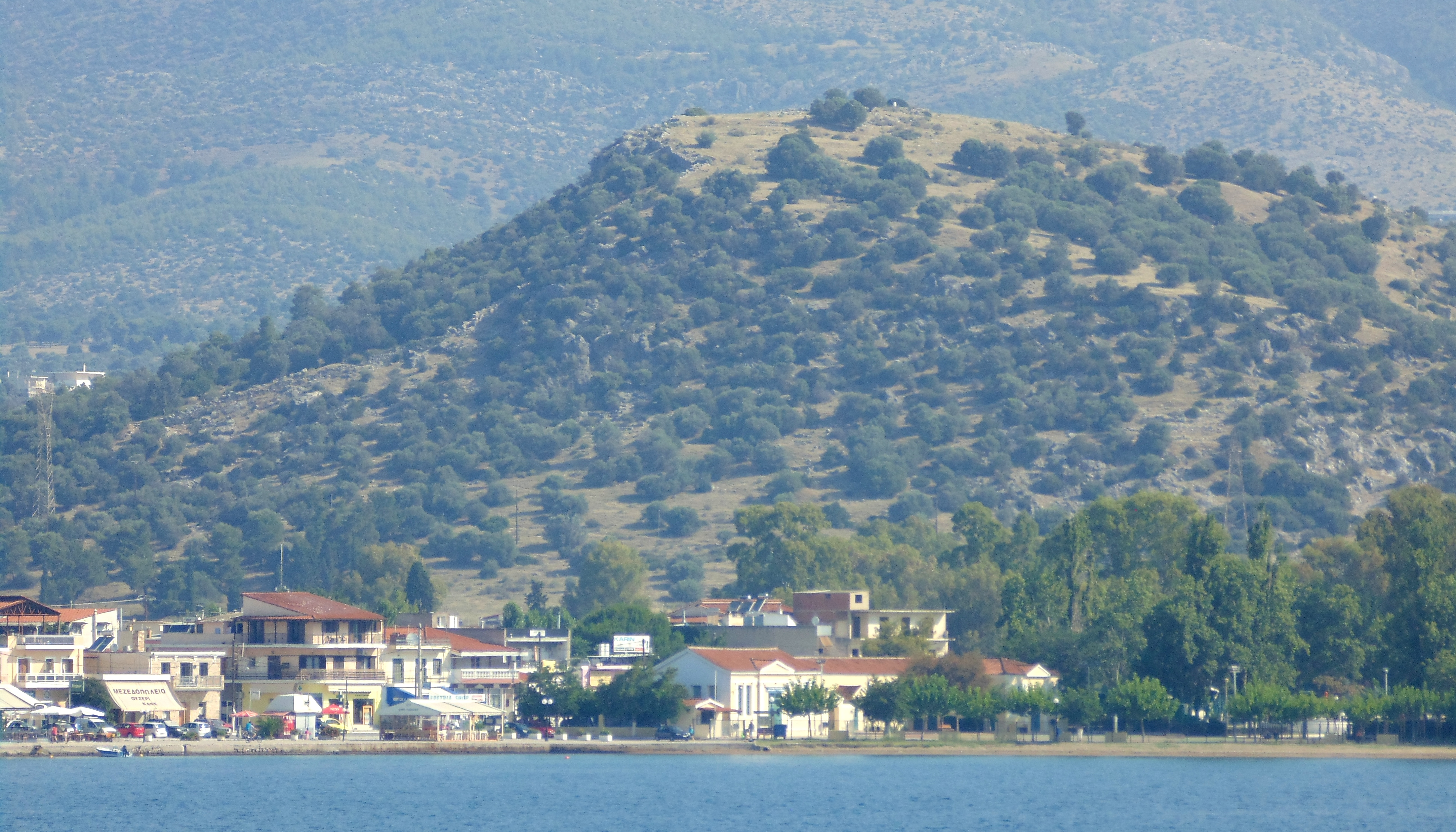
Сучасна Еретрія і акрополь давнього міста

Перше поселення, яке можна вважати попередником Еретрії, виникло приблизно у 3000 році до н. е. — посеред родючою долини поруч із нинішнім містом. Згодом, щоправда, поселенцям довелося перебратися на пагорб, де в подальшому знаходився міський акрополь. За мікенських часів поселення було вже доволі значним. Згадується Еретрія і в «Іліаді». Зазвичай її назва виводиться з грец. ἐρέτης — гребець, що свідчить про те, що принаймні з гомерівських часів мешканці міста займалися мореплавством.
Біля 825 року до н. е внаслідок великої пожежі еретрійці змушені були залишити свої домівки і перенести місто трохи ближче до виходу з Евбейської затоки. Можливо, поселення зростало й за рахунок переселенців із сусіднього Лефканді, розміри якого в цей час за археологічними даними зменшувалися. Довгий час, однак, Еретрія не мала організованої міської структури і швидше нагадувала сукупність окремих поселень із власними некрополями, між якими залишалися порожні ділянки території.

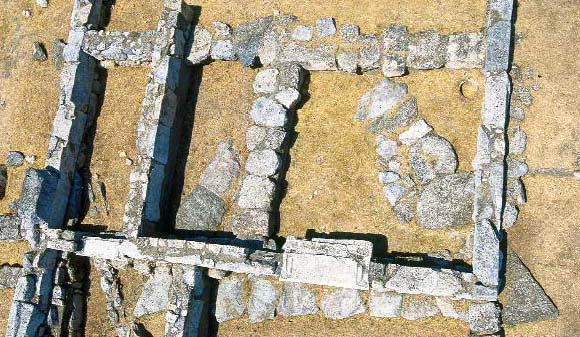
Фундамент героона, знайдений під будівлею класичного часу

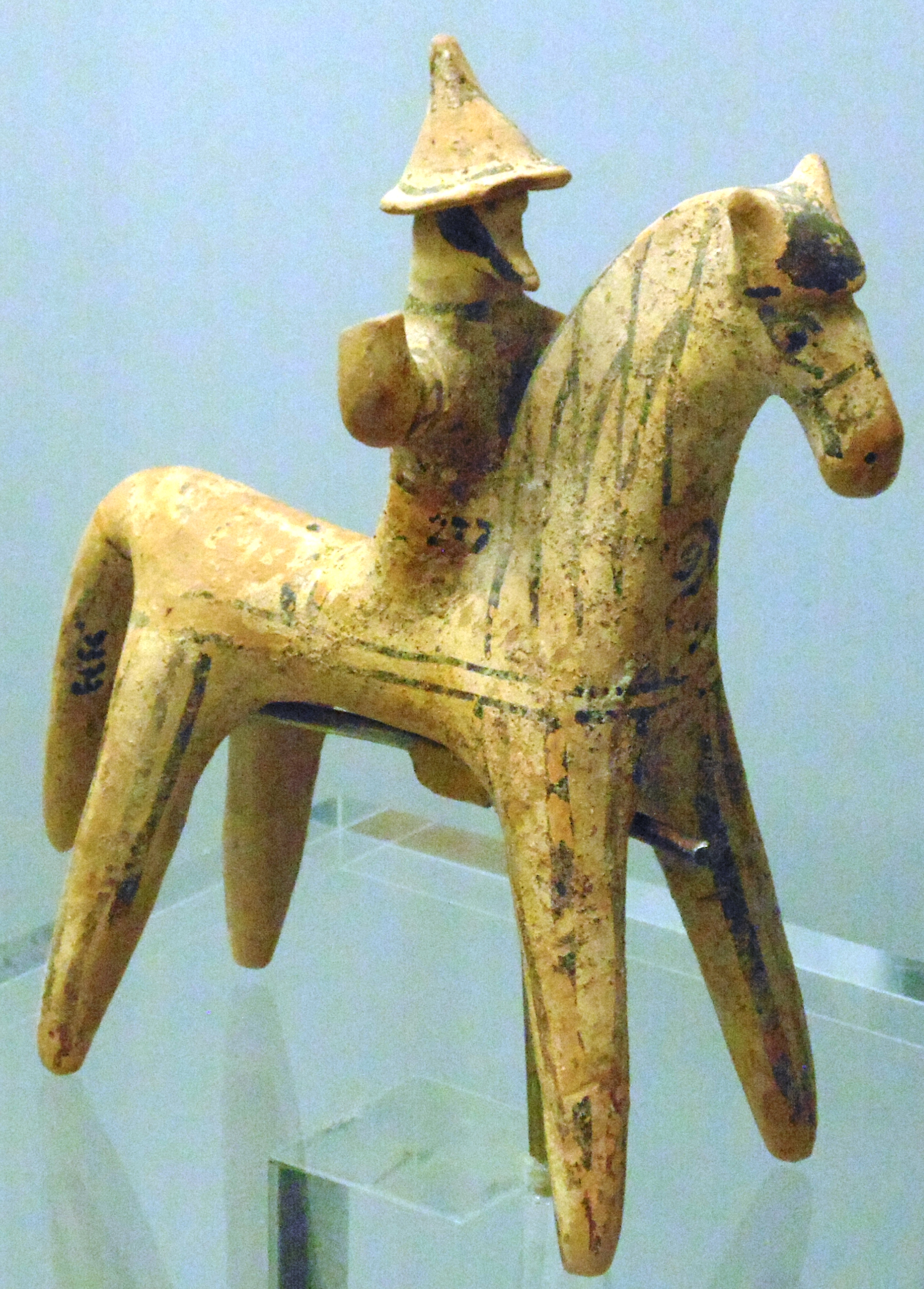
Керамічна фігурка вершника, Археологічний музей Еретрії

Про царську владу в Еретрії письмових повідомлень не залишилося, що може свідчити про її дуже раннє скасування. Археологічним підтвердженням того, що колись містом керували царі, можна вважати знайдений у західній частині Еретерії героон — поховання якоїсь важливої особи, оточене кількома похованнями його ближчих родичів і окреслене трикутником із кам'яних плит. З часом це поховання перетворилося на загальноміське святилище.
З початку VIII століття до н. е. царської влади в Еретерії вже не було. Колись відокремлені поселення поступово злилися між собою. Родові еліти окремих громад переплелися між собою і зрештою перетворилися на міську аристократію — так званих «вершників» (грец. ἱππεύς). Саме гіппеї зосередили в своїх руках владу над Еретрією. Страбон стверджує, що еретрійське військо нараховувало 300 кіннотників і 60 колісниць, спорядити які в тодішніх умовах було під силу лише представникам родової знаті.

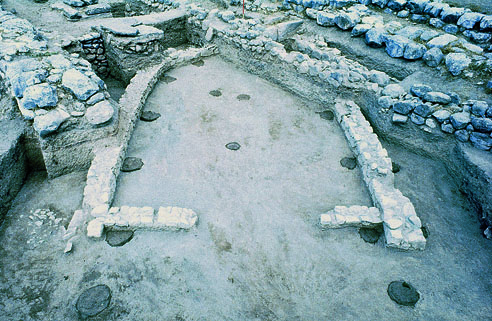
Фундаменти святилища Аполлона ранньої архаїчної доби

Релігійним центром об'єднаної громади стало святилище Аполлона Лавроносного (Дафнефора), що знаходилося приблизно у центрі міської території. Перший храм, збудований в цьому місці близько 750 року до н. е. мав закруглену (апсидну) форму, притаманну святилищам ранньої архаїчної доби. Знайдені на його місці уламки посуду свідчать про практику спільних учт — релігійних церемоній, що об'єднували усіх громадян полісу. Поруч було збудоване інше святилище — в церемоніях, які відбувалися у ньому, участь брали й жінки.

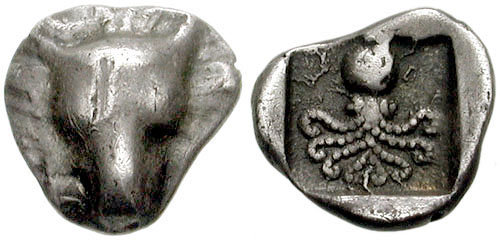
Срібний обол, карбований в Еретрії

Місто швидко розрослося і досягло справжнього розквіту. Зручне розташування на перехресті морських шляхів, що з'єднували Балканську Грецію з островами Егеїди і Анатолією, родюча земля Евбеї, близькість до покладів міді і заліза швидко перетворили Еретрію на одну з провідних держав тогочасної Еллади. До своїх евбейських володінь вона додала острови Андрос, Тенос, Кея і землі у Беотії, зокрема Ороп. Місто одним з перших почало карбувати власну монету, запровадило на своїй території єдину систему мір — так звані «евбейські міри».

### Боротьба за першість

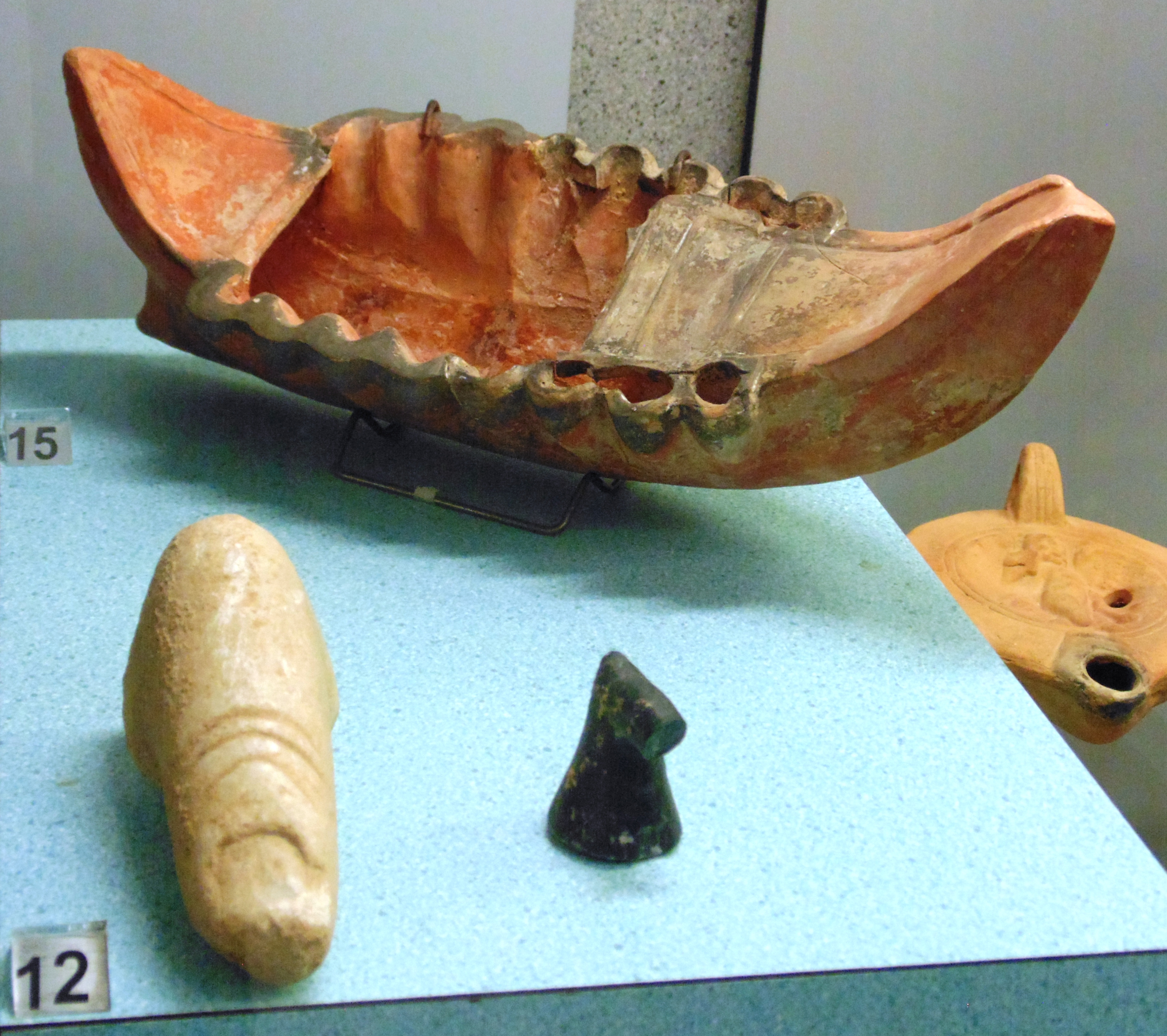
Модель корабля, знайдена серед інших керамічних дрібничок під час розкопок, Археологічний музей Еретрії

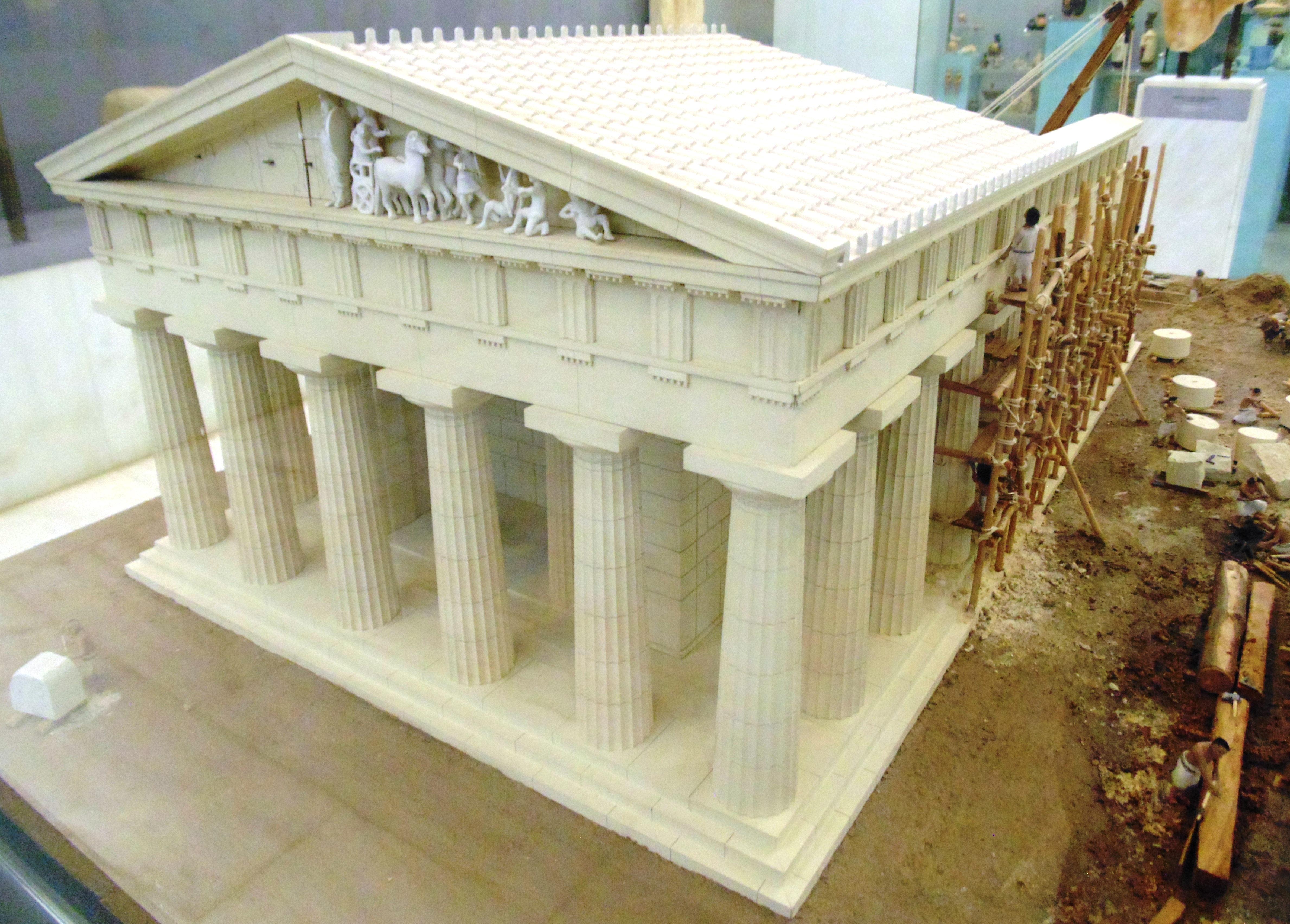
Будівництво храму, модель з Археологічного музею Еретрії

Еретрія однією з перших в Греції почала створювати власні колонії. Найдавнішими з них можна Пітекуси в Італії, що були «виведені» спільно з халкідянами приблизно у другій чверті VIII століття до н. е. Імовірно, еретрійці брали участь і в заснуванні Посейдонії (Аль-Міни) у Сирії. Окремо від халкідян була заснована колонія на Керкирі, однак звідти переселенців у 730 р. до н. е. витіснили коринфяни. Приймати додому колоністів метрополія відмовилася, тому вони розселилися в Оріку і Абантиді (в Іллірії) та Метоні у Халкідіці. У тому ж році еретрійці заснували Менду. Однак це призвело до конфлікту з давнім партнером — Халкідою.

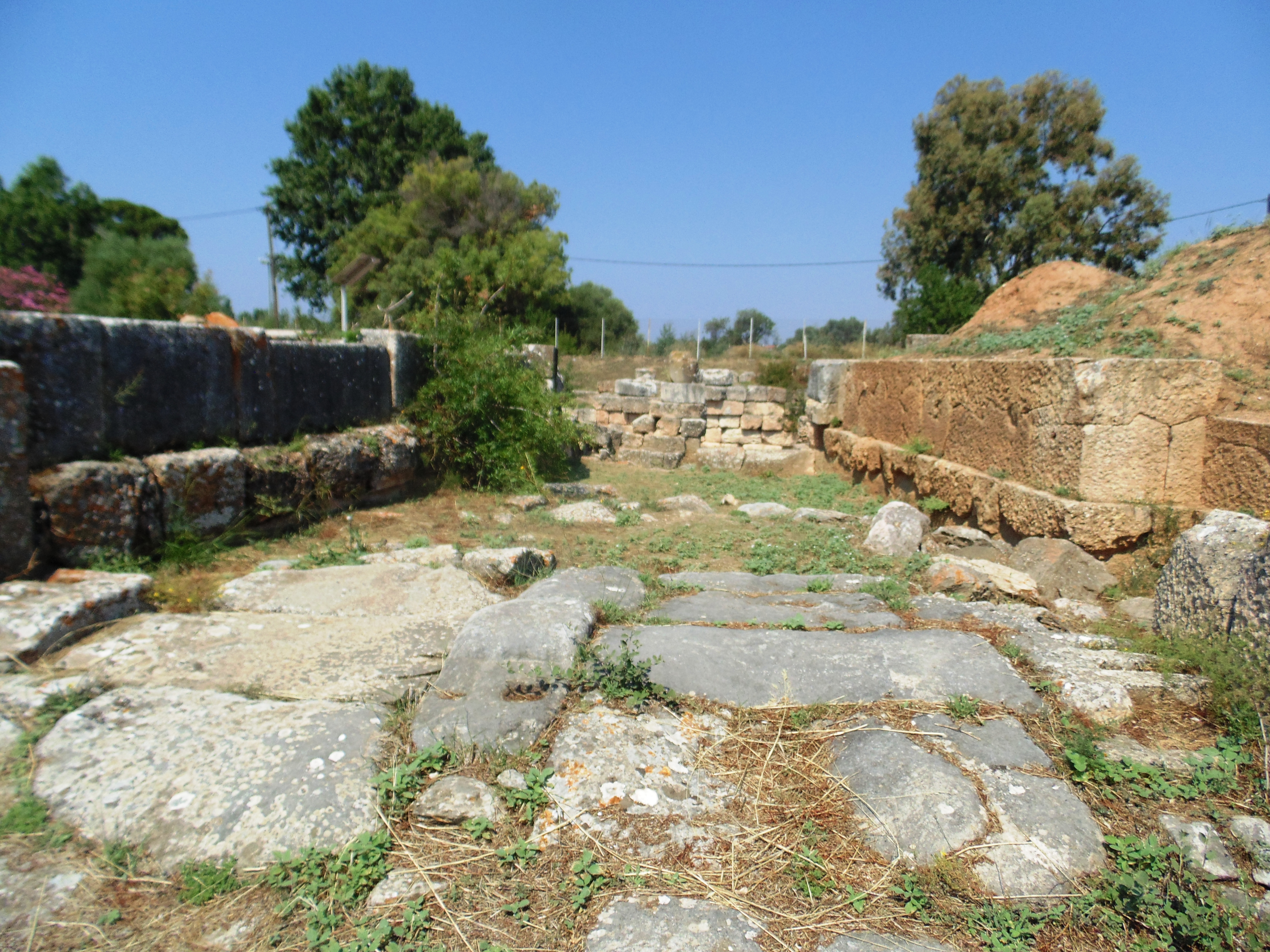
Залишики так званої «Західної брами» архаїчної доби

У Лелантській війні Еретрії довелося воювати і з Халкідою, і з Коринфом одночасно. І хоча саму Еретрію підтримали її власні колонії, Мілет, Мегари, Егіна і Аргос, хід війни загалом складався не на її користь. Приблизно у 680 р. до н. е. еретрійці змушені були збудувати навколо міста потужні мури (принагідно врегулювавши рух річки, що постійно загрожувала житлам містян несподіваними повенями). Одночасно на місці першого святилища Аполлона Лавроносного звели так званий «сто-кроковий храм» (гекатомпедон).

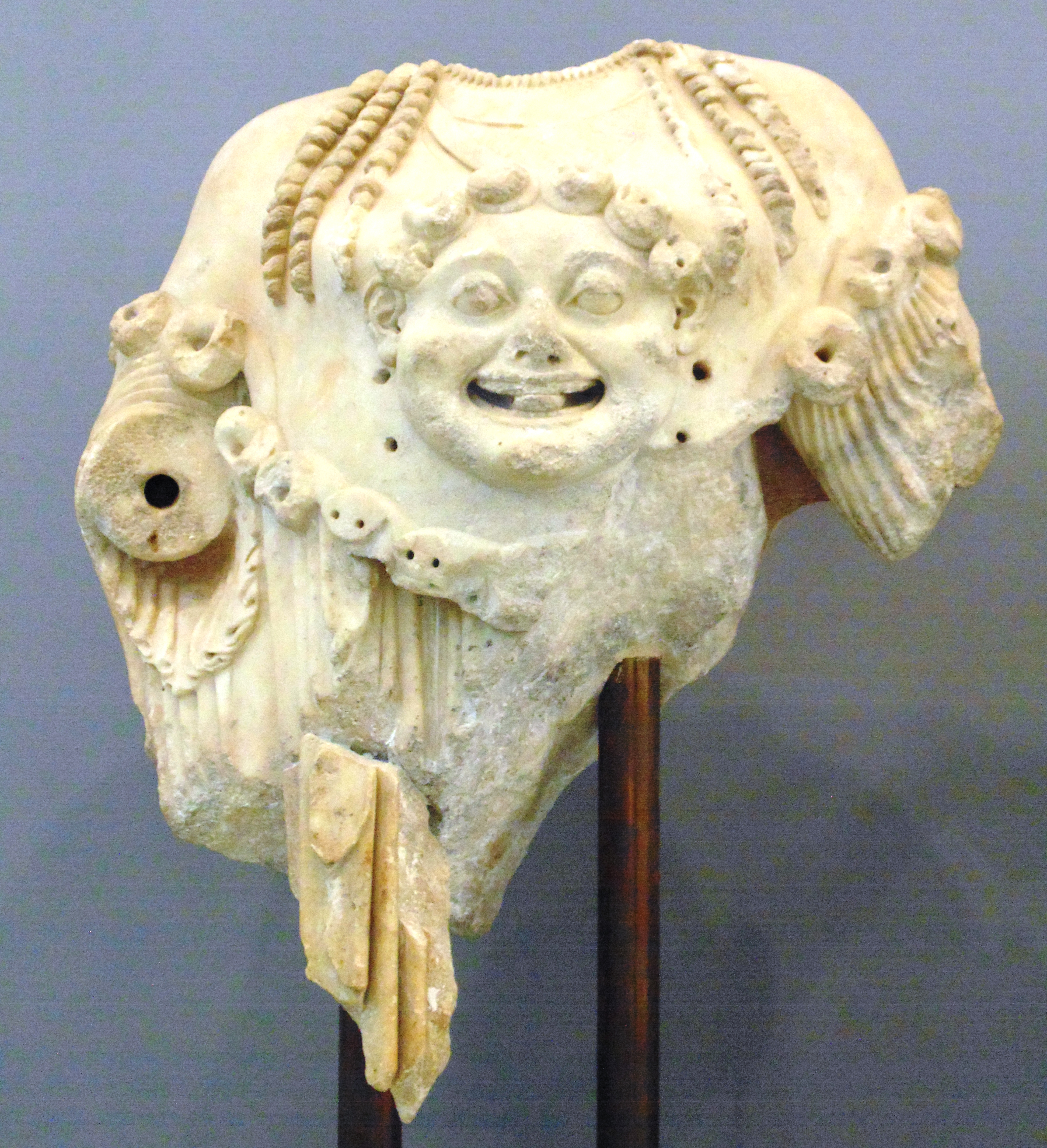
Обладунки вояка із зображенням Медузи Горгони, фрагмент скульптури з фронтону храму Аполлона Дафнефора, Археологічний музей Еретрії

Та зрештою халкидянам та їхнім союзникам вдалося виснажити еретрійців у дрібних сутичках, зруйнувати їхні опорні пункти на Андросі і на самій Лелантській рівнині і врешті решт завдати рішучого удару на їхній же території. Зазнавши загальної поразки, Еретрія втратила свої володіння у Беотії і на Кікладах, найродючіші землі на Евбеї і поступилася лідерством в Егеїді своєму союзнику Мілету. Щоправда, на відміну від переможців-халкідян еретрійці продовжували активну колонізаційну політику, зосередившись насамперед на фракійському узбережжі.

### Тиранія Діагора і встановлення демократії
З часом місто оговталося від поразки. В середині VI сторіччя до нашої ери в Еретрії відновлюється масштабне будівництво. Мешканці, зокрема, зводять навколо місто нові, міцніші мури. Проте водночас загострилися внутрішні протиріччя і загострилася боротьба між різними угрупованнями аристократії, зокрема між старою родовою знаттю та сім'ями, пов'язаними насамперед з торгівлею та мореплавством, — можливо їх, за мілетським зразком, іменували айнавтами. Цим суперництвом скористався Діагор, який у 538 році до нашої ери встановив в Еретрії тиранію. Діагор товаришував, а можливо й був побратимом спартанського царя Клеомена і це значною мірою зміцнювало його владу.

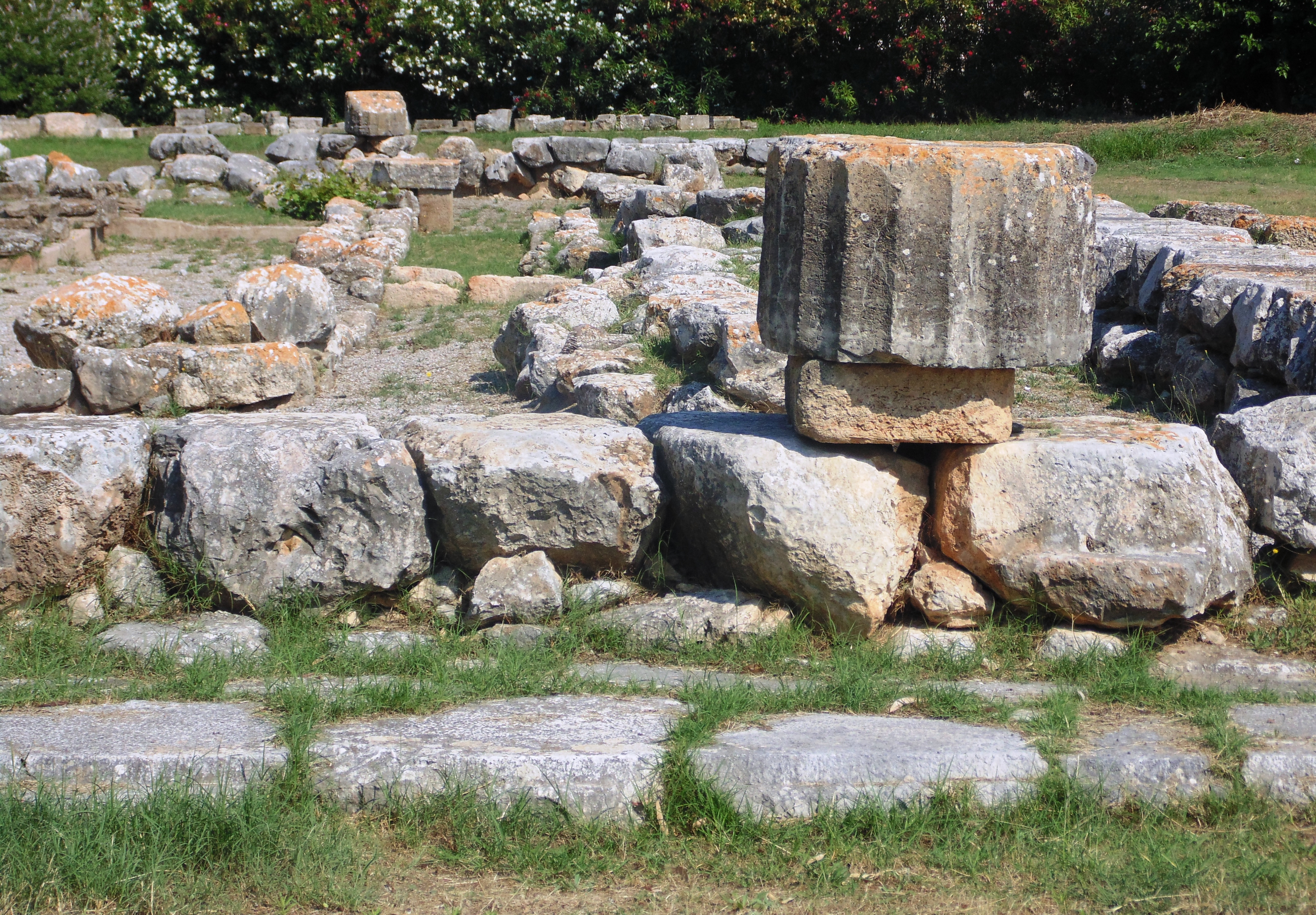
Залишки храму Аполлона пізньої архаїчної доби

Діагор «скасував» стан гіппеїв та позбавив еретрійських аристократів усіх їхніх старовинних привілеїв — айнавти при цьому зберегли свої власність та вплив. Був ліквідований давній поділ громадян за племенами — філами, а натомість запроваджений новий — за місцем проживання. Нові територіальні об'єднання зберегли назву філ, але їх було вже не чотири, а шість (чи навіть вісім), і належали до них люди, котрі походили з різних куточків Південної Евбеї. Тиран намагався сприяти розвитку торгівлі і відновленню морської могутності Еретрії. Зрештою, він звів новий храм Аполлона Дафнефора — у формі класичного периптера і з фронтоном, скульптури якого зображували бій Тесея з амазонками.

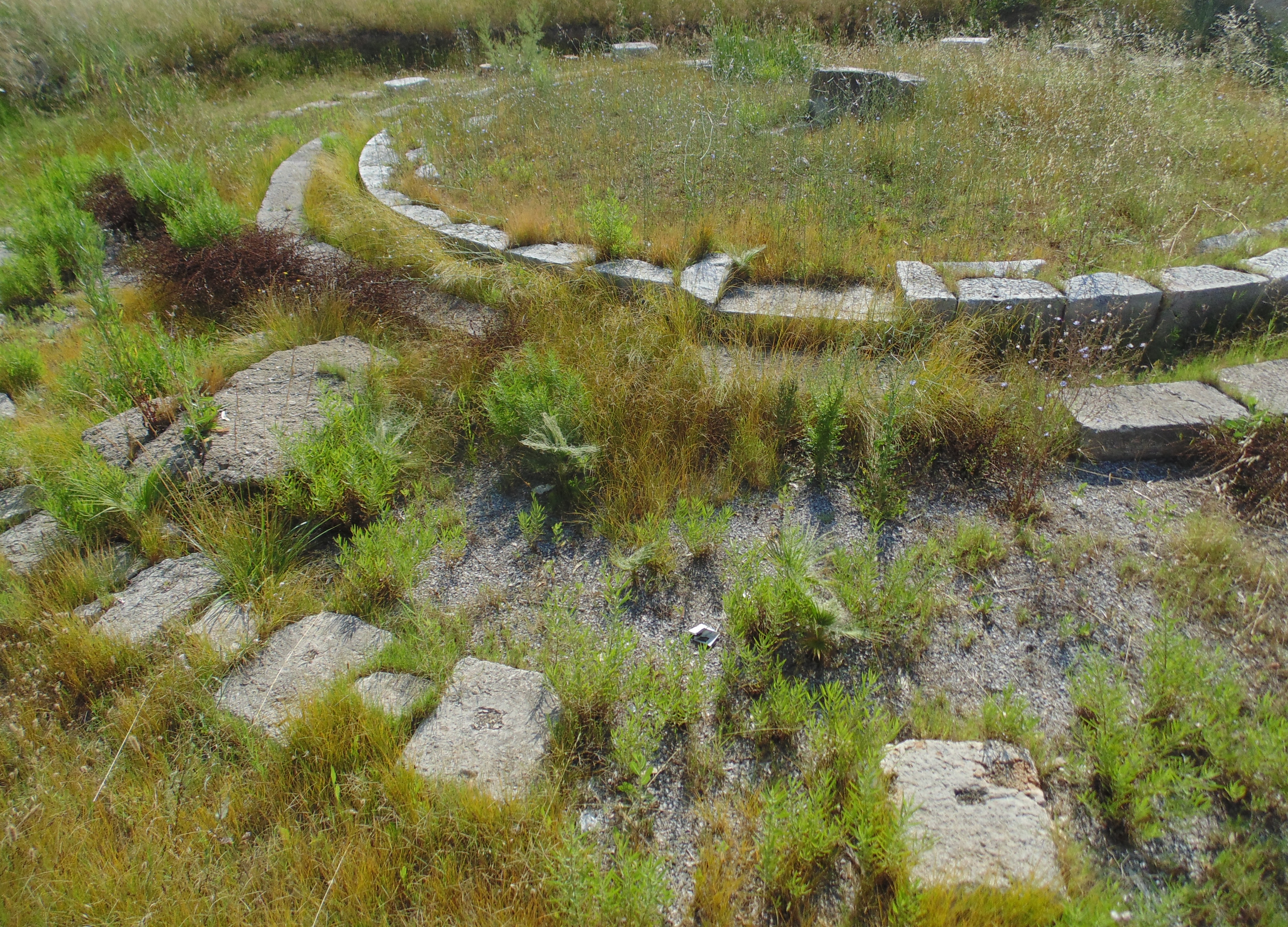
Толос на еретрійській агорі

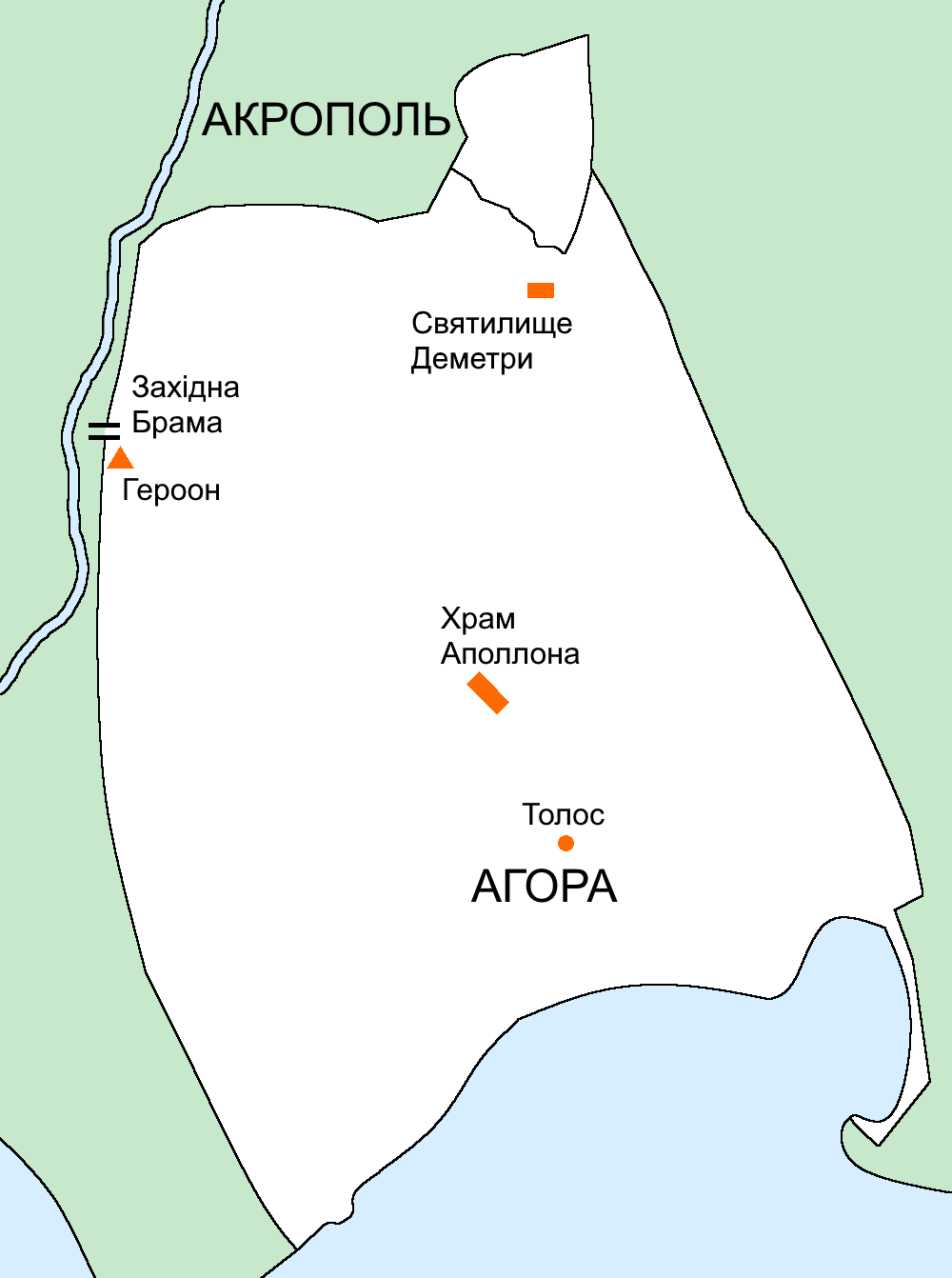
Еретрія наприкінці VI ст. до н. е.

Але якими б не були наміри Діагора, усі ці заходи лише підточували його владу. Чим заможнішими і впевненішими у своїх силах ставали еретрійці, тим меншої була їхня зацікавленість у існуванні тиранії. Режим ставав все обтяжливішим не лише для айнавтів (становище яких за тиранії зрештою лише зміцнилося — показово, що єдиний напис, в якому вони згадані, датований саме цим часом), а й для демосу. Зрештою у 509 році до нашої ери громадяни повстали і вигнали Діагора з міста. Всю владу в Еретрії перебрали на себе народні збори. В пригоді став і новий територіальний поділ громади (можливо, що й запровадили його насправді самі демагоги, а не Діагор). Від кожної філи тепер обирали по одному посадовцю — так званому епіменівонту. Епіменівонти готували рішення для міської ради, а рада ставила їх на голосування на народних зборах.
Чимало питань взагалі не виносили на загальний розгляд, а вирішували на рівні найнижчої ланки самоврядування — дема. У кожному демі час від часу відбувалися загальні збори громадян, які до нього належали, — демотів. Вони ухвалювали постанови щодо поточного життя дема та обирали власних посадовців — демархів.
Позбавлений влади тиран не втрачав надії повернутися. По допомогу він вирушив до Спарти. Але еретрійські демагоги виявилися спритнішими — їхнє посольство дісталося Лакедемона першим. І здобули підтримку впливового геронта Аристотеля, син Хілона. Діагор, зрештою, доїхав лише до Коринфа і там або був убитий найманими вбивцями, або ж сам наклав на себе руки, зрозумівши, що справу програно.

### Еретрійська талассократія

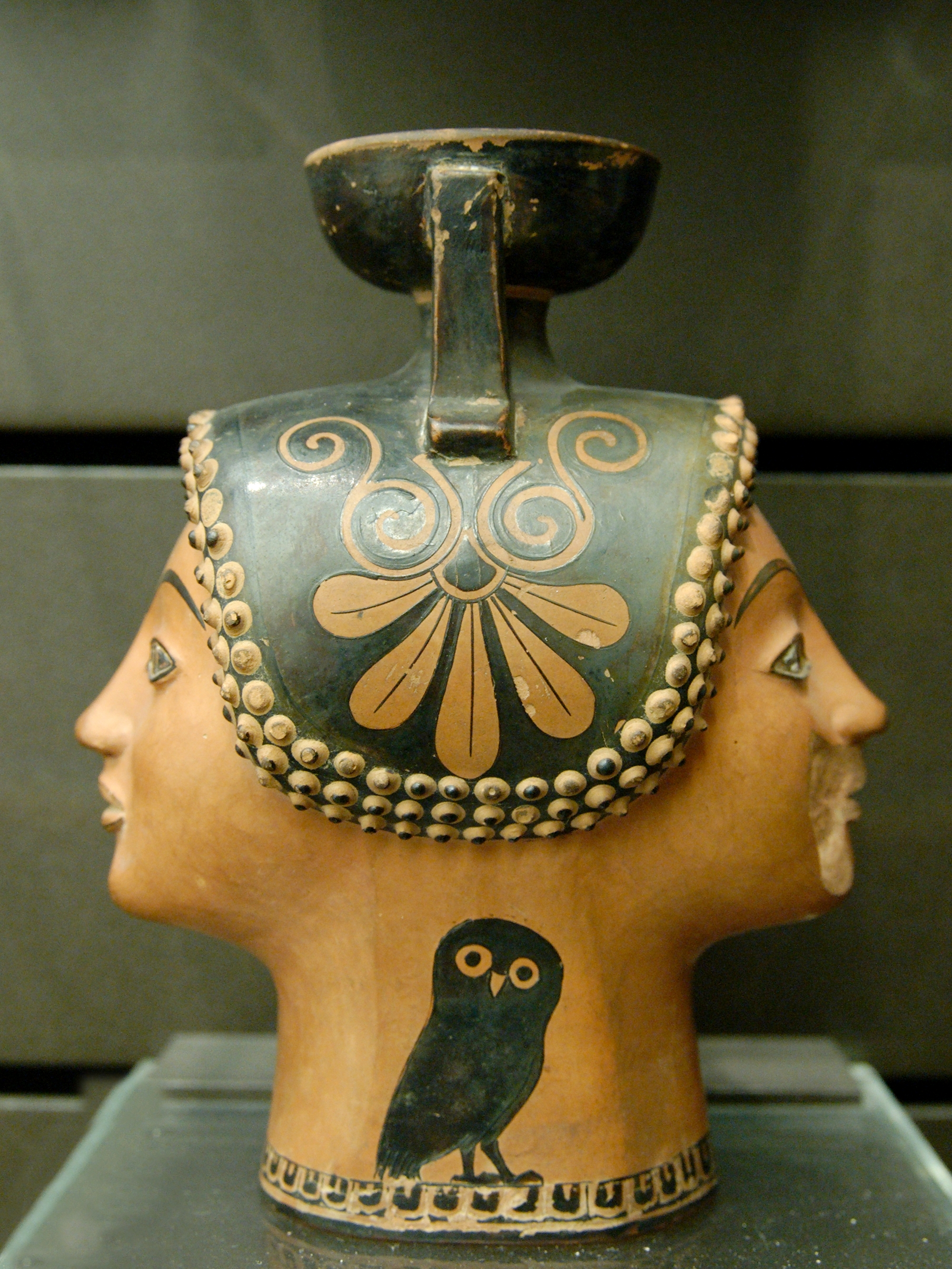
Фігурний арибал з Еретрії, 510—500 рр. до н. е., Лувр

Діодор Сицилійський взагалі називає п'ятнадцятиліття на межі VI та V сторіч до нашої ери добою еретрійської талассократії (тобто морського владарювання). Вплив Еретрії поширювався не лише на Евбею, але й на сусідню Аттику — де в цей час був встановлений дружній до неї демократичний режим Клісфена, Андрос, Парос, а можливо, й інші Кікладські острови. За еретрійською підтримкою стався також демократичний переворот на Наксосі. Влада наксоських олігархів — так званих пахеїв («товстунів») — насправді не була міцною — навіть їхнє красномовне прізвисько натякає на непопулярність серед співгромадян. Тож досить було еретрійському флоту з'явитися біля наксоських берегів, як місцевий демос повстав і вигнав пахеїв з острова.

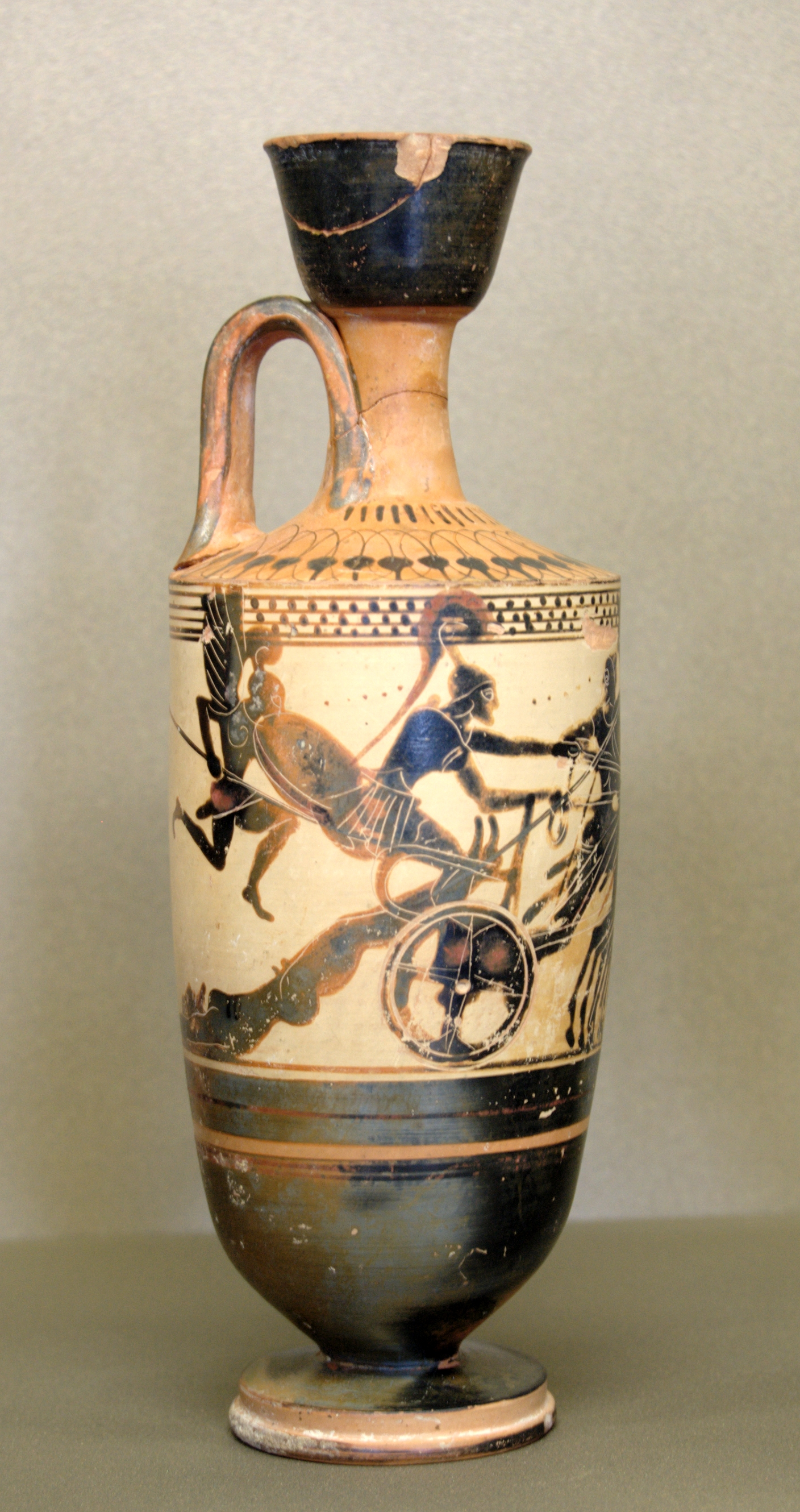
Гектор на колісниці, аттичний чорнофігурний лекіф, знайдений в Еретрії, 490 р. до н. е., Лувр

Під час Іонійського повстання (500 — 494 рр. до н. е.) еретрійці підтримали мілетян та їхніх союзників. Але надана допомога була незначною і більшу частину експедиційного корпусу складали їхні спільники — афіняни. До того ж після перших же важких поразок вояки були відкликані додому. Тим не менше Дарій I вирішив покарати Еретрію. У 490 році до нашої ери він спрямував до Евбеї щонайменше з трьохсот трієр під командуванням Датіса та Артаферна. Після тижневої облоги — завдяки зраді двох місцевих аристократів — перси здобули та зруйнували місто. Усіх його мешканців, які не полягли в бою, вивезли на схід і поселили в Ардериці на північ від Суз. Саму ж Еретрію зрівняли з землею — хоча деякі дослідники вважають, що джерела можєуть і перебільшувати масштаби руйнувань.

### В затінку Афін
Після перемоги афінян над персами біля Марафону Еретрію почали відновлювати і відбудовувати. Мешканці міста брали активну участь в боротьбі з новою перською навалою у 480 році до нашої ери. 600 еретрійських гоплітів билися з ворогом під час битви під Платеями. Місто приєдналося до Делоського союзу. За допомогу відновленні довелося платити високу ціну — Еретрія поступилася на користь Афін Оропом і фактично визнала афінську зверхність. Але загалом середина V сторіччя до нашої ери стала для міста часом господарського розвитку і нового культурного злету. Були зведені нові міські мури і брами, в Еретрії з'явився свій театр. В історії залишилися імена відомих еретрійців цієї доби — зокрема трагика Ахая та скульптора Філісія. На жаль, ім'я найвідомішого вазописця Еретрії залишилося невідомим.

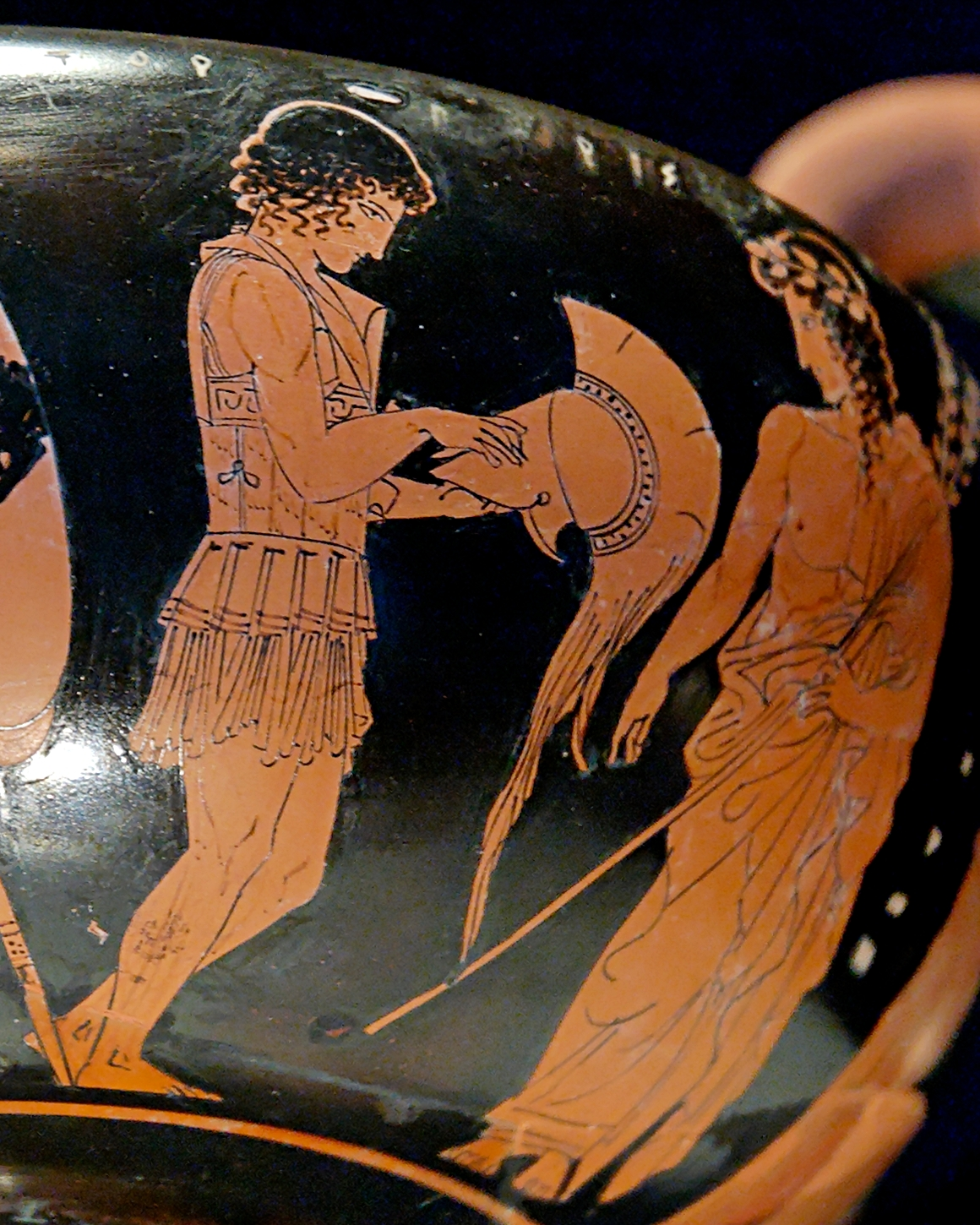
Паріс перед Аполлоном. Вазописець Еретрії

Джерела називають три групи еретрійців, що існували за цієї доби — вже згаданих ейнавтів, а також макестів і меланів. Останніх вважають селянами, виводячи назву від слова «мелайна», одного з епітатів богині Деметри. Слово макести відтак могли позначати міський демос, або ж нащадків гіппеїв. Втім, згадки про соціальні конфлікти всередині еретрійської громади в V сторіччі до нас не дійшли. Невдоволення, якщо воно й було, спрямовувалося назовні — проти афінського панування. Спочатку ініціативу виявляли окремі посадовці — такі, скажімо, як наварх Гонгіл, який намагався виступити посередником в налагодження зв'язків між перським царем і спартанським командувачем Павсанієм, був викритий і втік до Місії, де заснував власну князівську династію. Але згодом протиафінські настрої охопили ширше коло громадян. В 446 році до нашої ери проти сусідської гегемонії спалахнуло справжнє повстання, придушене самим Періклом. З початком Пелопонеської війни еретрійці певний час залишалися вірними союзницьким обов'язкам, але в 424 році до нашої ери таки спробували вийти зі складу Афінської архе. Це повстання афіняни також придушили. Проте тепер еретрійці були налаштовані на таємне співробітництво зі Спартою. І саме за їхньою допомогою у 414 році до нашої ери спартанці завдали рішучої поразки Афінам в битві під Еретрією. Еретрія стала союзником Спарти, а її наварх Автоном був серед переможців афінського флоту на Егоспотамах — за що його ім'я було увічнено на монументі, встановленому в Дельфах. Як трофей місто отримало колись відібраний у нього афінянами Ороп. А евбейські міста були вперше об'єднані в союз — який, щоправда, проіснував недовго.
Спартанська гегемонія, втім, еретрійців теж не влаштовувала. Невдовзі вони примирилися з Афінами, і навіть уклали з ними у 394 році до нашої ери «сторічний мир». В 377 році до нашої ери Еретрія увійшла до нового Афінського союзу — і швидко поплатилася за це черговою втратою Оропа (у 371 році до н. е.). Наступним союзником міста стали Фіви — за їхньою допомогою у 366 році до нашої ери Ороп Еретрія повернула.

### «Молодші» тирани і відновлення демократії
Навіть такі непевні зовнішні успіхи швидко загубилися на тлі внутрішніх конфліктів, вир яких затягнув Еретрію в середині IV сторіччя до нашої ери. Боротьба між заможною верхівкою і простолюдом, сприяла численним державним переворотам. Спочатку в місті була встановлена тиранія Фемісона, який спирався на фіванську підтримку. Але фіванці змусили його поступитися Оропом на їхню користь — і від популярності тирана не залишилося й сліду. Цим одразу ж скористалися афіняни, що повернули Еретрію під свій вплив. Невдовзі за їхньої мовчазної згоди тираном став Менестрат, а за три роки його змінив Плутарх.

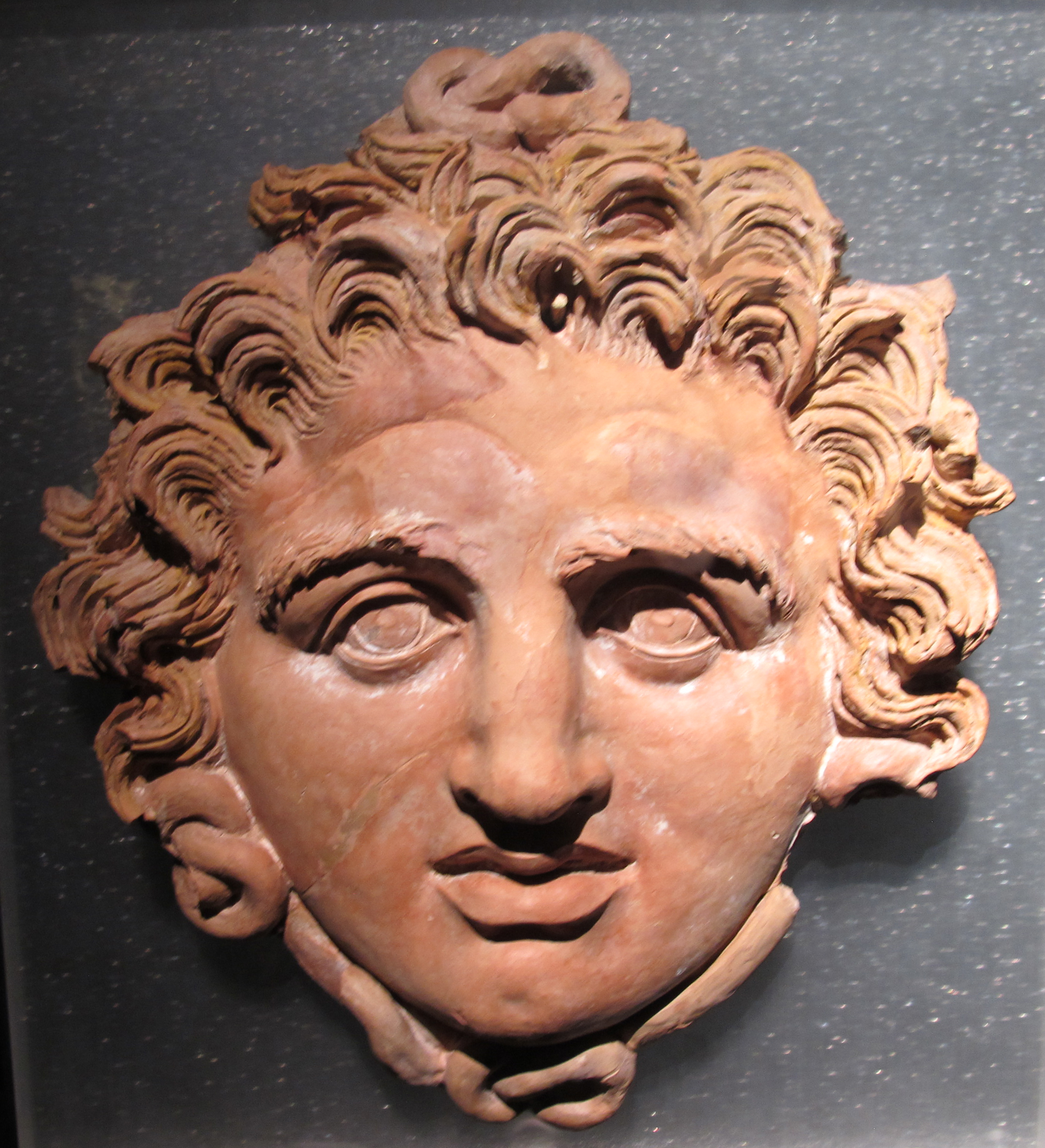
Керамічна голова Горгони, Археологічний музей Еретрії

Боротьбу проти тирана очолив Клітарх, якому вдалося укласти союз з фокідським ватажком Фаліком і отримати від нього загін найманих вояків. Плутарх звернувся за допомогою до Афін. Але у 348 році до н. е. під час вирішальної битви під Тамінеєм несподівано перейшов на бік супротивника — запідозривши афінського полководця Фокіона в намірах анексувати Евбею. Фокіон переміг, проте не став позбавляти Еретрію незалежності і обмежився розміщенням у місті постійної афінської залоги. У 341 році до нашої ери, скориставшись наступом македонян і за їхньої підтримки Клітарху вдалося відвоювати Еретрію і прибрати владу до своїх рук. Афіняни називали нового господаря міста тираном, проте швидше за все йшлося про встановлення режиму поміркованої олігархії, адже навіть вони змушені були визнавати, що Клітарх ділив свою владу зі спільниками — такими ж прихильниками Македонії, як і він сам.
Лише в 341 році до нашої ери в Еретрії була відновлена демократія. Народні збори навіть ухвалили особливий закон проти тиранії та олігархії, текст якого дійшов до наших днів. Одночасно були засновані музичні змагання на честь Артеміди, яку тепер вважали покровителькою міста.

### Утвердження македонської гегемонії
Еретрійці приєдналася до антимакедонської коаліції, і її вояки брали участь в битві під Херонеєю. Але поразка не лише змусила їх визнати гегемонію Філіпа II, а й вкотре поступитися Оропом афінянам — вочевидь македонський цар намагався таким чином «підсолодити пігулку поразки» своїм головним опонентам. Водночас, Еретрія не приєдналася до повстання проти Александра Великого і була винагороджена ним поверненням Оропа. Проте місто змушене було за це змиритися з македонською владою і нав'язаною завойовниками олігархією.

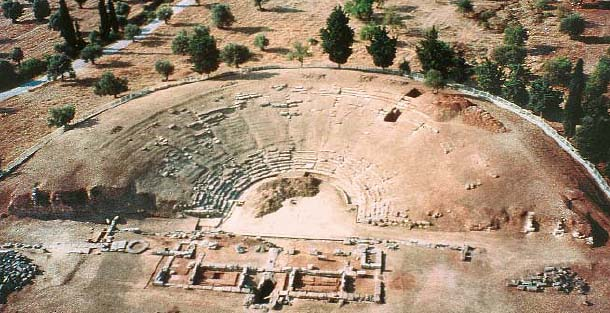
Залишки еретрійського театру

У боротьбі діадохів, що почалася після смерті Александра, Еретрія стала на бік Полісперхона, який дозволив відновити у місті демократичний устрій (318 році до нашої ери). Це дало поштовх господарському і культурному розвитку міста. Відновилося масштабне будівництво, під керівництвом інженера Херефана розпочалися іригаційні роботи в сільській окрузі, будівля театру набула завершеної форми. Поруч з нею було зведене святилище Діоніса, культ якого набув в цей час особливої популярності. ще далі був зведений так званий «верхній» гімнасій.

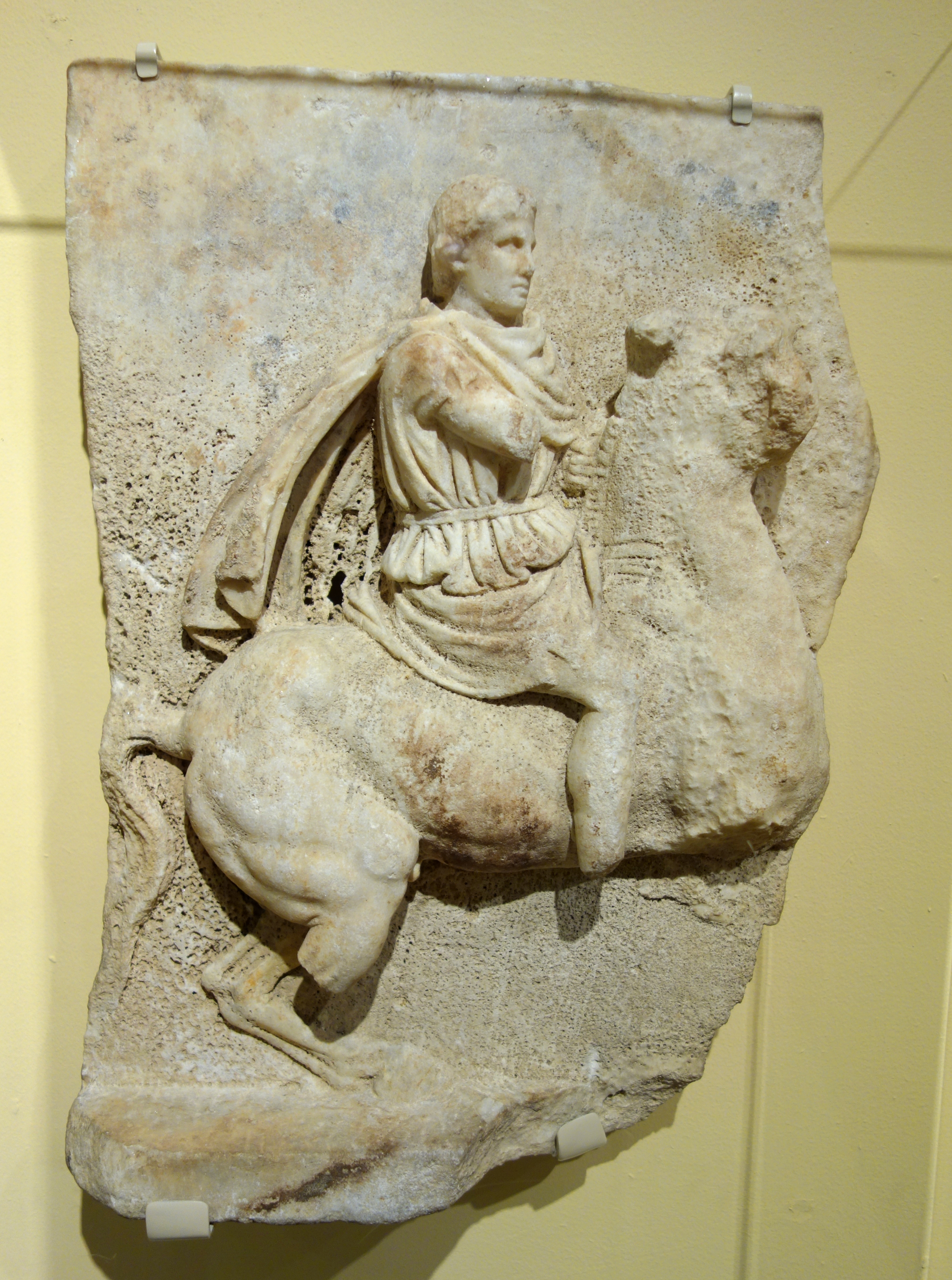
Деметрій Поліоркет. Мармуровий рельєф

Полісперхон, щоправда, невдовзі поступився Кассандру, який перетворив Еретрію на свою резиденцію. Новий володар поводив себе як східний деспот. З одного боку — прагнув слави мецената, зокрема підтримував художника Філоксена, автора відомої картини, що зображувала битву Александра з Дарієм III під Іссом. З іншого — намагався нав'язати грецьким містам олігархічний устрій.
Не дивно, що прихильники демократії сподівалися на його конкурентів, насамперед на Антигона Одноокого та його сина Деметрія. В 304 році до нашої ери Деметрію вдалося відбити Еретрію, і він урочисто відновив у місті демократію. Вдячні еретрійці вшановували «визволителя» і влаштовували свята на честь Деметри — богині-тезки «волелюбного» володаря. Але невдовзі Кассандру вдалося взяти гору і в 301 році до нашої ери в місті знову утвердилася олігархія.

### Доба Менедема

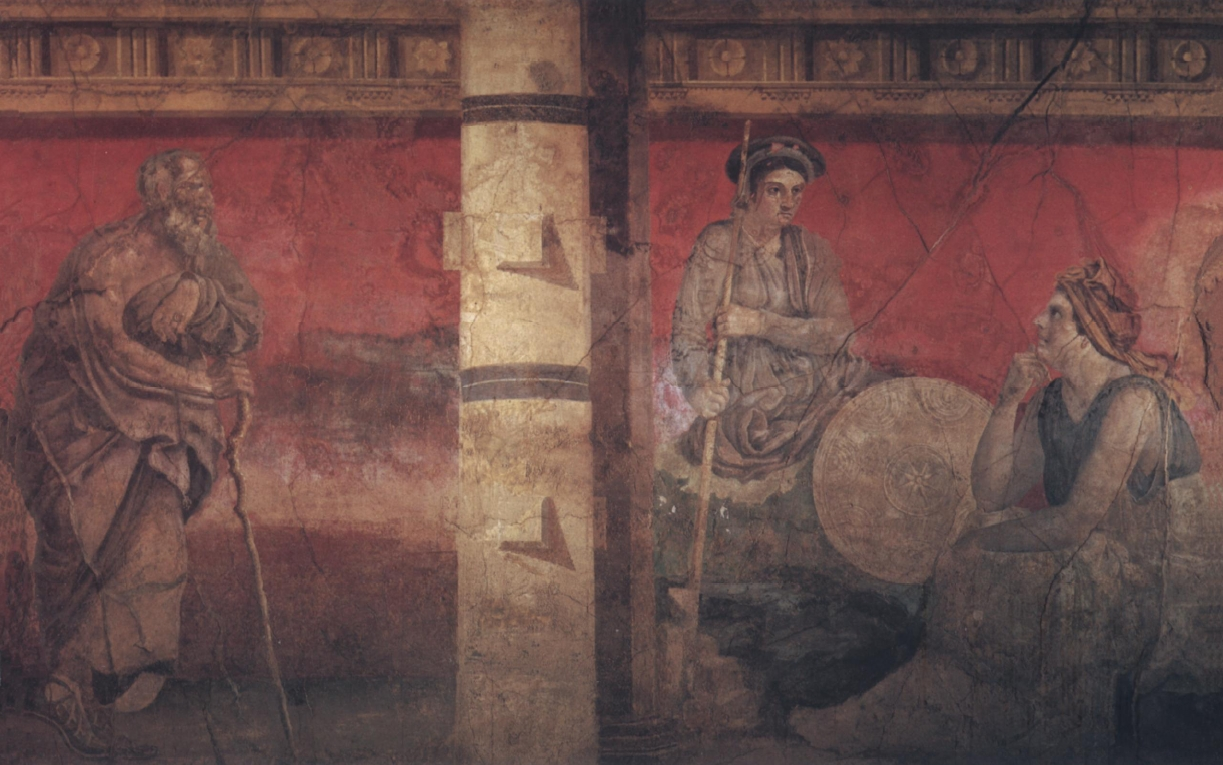
Менедем. Римська фреска з «Вілли Боскореале»

Боротьбу проти олігархічного режиму очолив філософ і громадський діяч Менедем. Йому вдалося встановити близькі стосунки з Деметрієм, який не збирався припиняти боротьбу. Смерть Кассандра і утвердження Деметрія на македонському престолі зрештою допомогли Еретрії здобути мир і стабільність. У 286 році до нашої ери Еретрія приєдналася до Беотійського союзу, проте цей альянс виявився нетривалим.
Менедем і надалі співпрацював з Деметрієм, очолював його посольства до Лісімаха та Птолемея, а син македонського царя Антигон Гонат навіть називав себе учнем філософа. Менедем, у свою чергу, наполіг на вшануванні ертрійцями Антигона як рятівника Греції від навали кельтів. А Деметрії стали мало не головним міським святом.

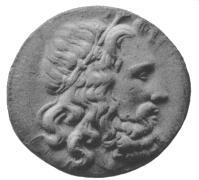
Антигон Гонат. Зображення на карбованій ним монеті

Становище змінилося після того, як Антигон здобув остаточну перемогу над своїм конкурентом в боротьбі за мекадонський престол — Пірром і почав прибирати Елладу до власних рук. У 268 році до нашої ери македонські війська підступили й до Еретрії. Менедем, якого співгромадяни небезпідставно звинувачували у симпатіях до Антигона, змушений був залишити місто і з протилежного берега Евбейської протоки у розпачі спостерігав за тим, як загарбники беруть його штурмом. Згодом філософ вирушив до македонської столиці Пелли, але усі його спроби переконати Антигона повернути його батьківщині незалежність і демократичний устрій були безуспішними, і зрештою Менедем наклав на себе руки.

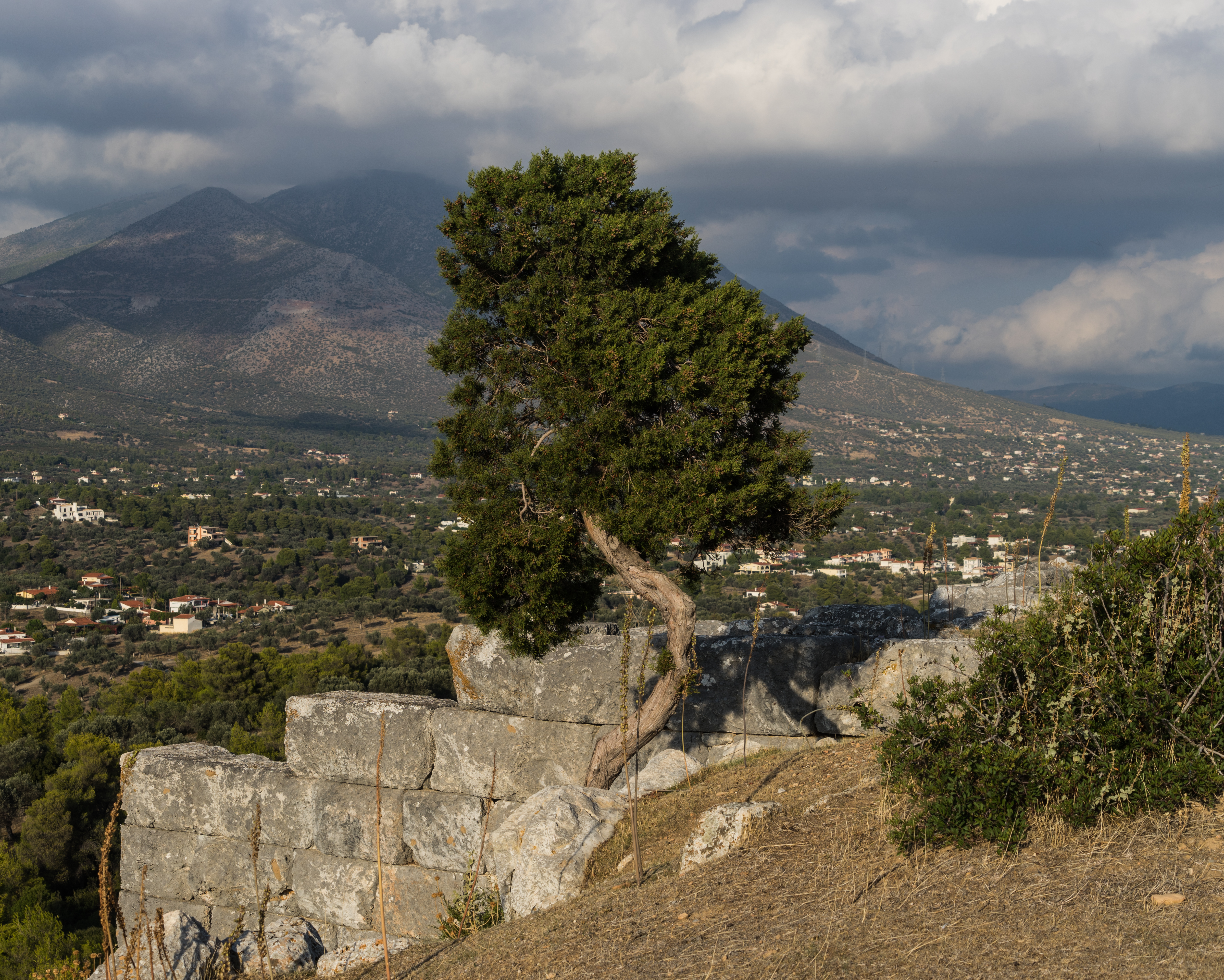
Залишки мурів еретрійського акрополя

Лише після смерті колишнього вчителя македонський цар пішов на поступки, і в 255 році до нашої ери повернув Еретрії часткову автономію. Однак через чотири роки повстання проти Антигона підняв його намісник на Евбеї — небіж Александр. Еретрія визнала його владу — і була покарана. В 245 році до нашої ери вірні Антигону війська здобули місто. Еретрія знову втратила самоврядування, а в акрополі була розквартирована македонська залога.

### Під римською владою
Під час Першої Македонської війни Еретрію взяли в облогу війська пергамців і римлян під командуванням Луція Фламініна. Для обстрілу міста вони використовували не лише катапульти, привезені із собою, а й збудовані на місці — деревину для них рубали у сусідніх лісах. Еретрійці не мали великого бажання чинити спротив, але остерігалися македонської залоги. Коли ж наважилися звернутися за «милістю і захистом» до пергамського царя було вже запізно — Фламінін вже віддав наказ про штурм. Римляни не лише здобули, а й розграбували місто. Великої кількості грошей, щоправда не знайшли, натомість вивезли як трофеї чимало картин, скульптур та декоративних виробів, яких на їхній подив в Еретрії виявилося напрочуд багато.
Пергам розраховував приєднати Еретрію до своїх володінь, але Тит Фламінін, брат Луція, наполіг на відновленні в 194 році до нашої ери напівсамостійного (а насправді залежного від Риму) Евбейського союзу із столицею у Халкіді. Втім римський вплив спочатку був доволі непевним. Вже в 192 році до нашої ери еретрійці відкрили ворота іншому супротивнику Риму — Антіоху III. Сирійська війна, щоправда, швидко завершилася і Еретрії навіть вдалося уникнути репресій — завдяки заступництву того ж Фламініна.

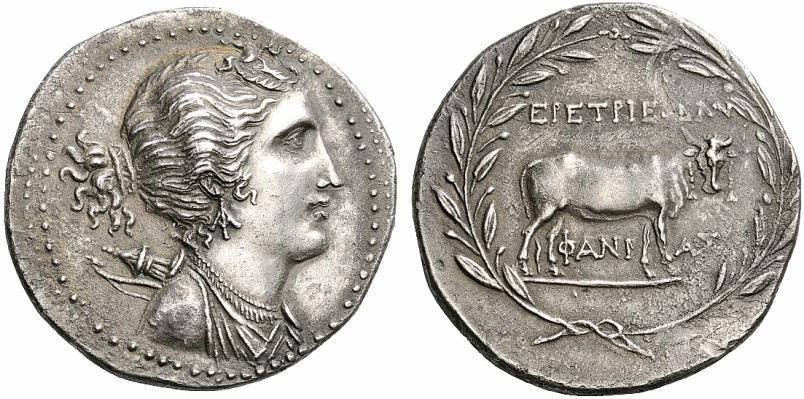
Тетрадрахма «нового стилю», карбована в Еретрії

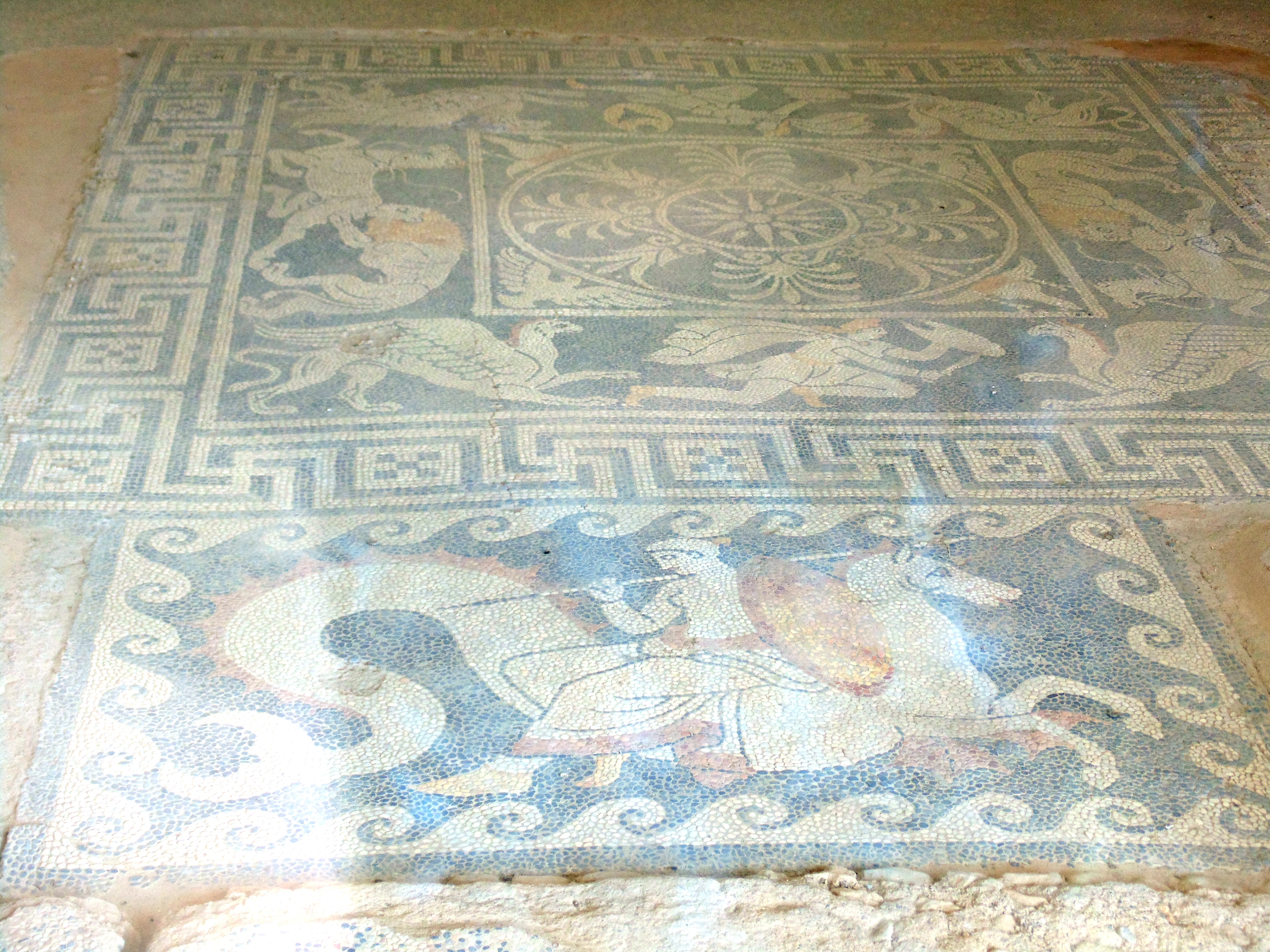
Підлога так званого «Будинку мозаїк»

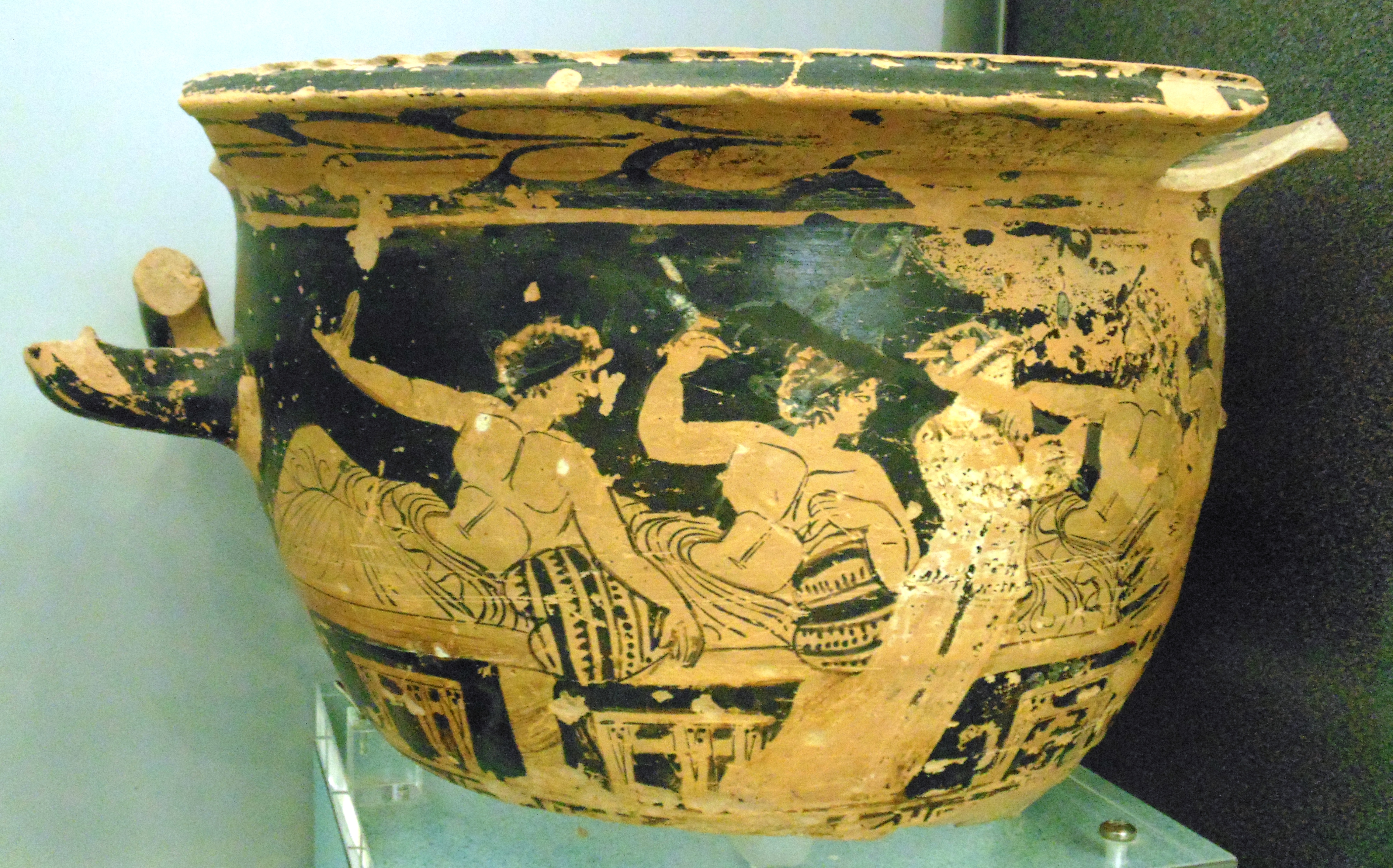
Посуд, знайдений під час розкопок у «Будинку мозаїк», Археологічний музей Еретрії

Після звільнення від македонської влади в історії міста настала нова доба піднесення. У 70-х роках II сторіччя до нашої ери в Еретрії почали карбувати навіть монети «нового стилю» — подібно до Халкіди й Афін. Водночас, як свідчать джерела, чимало еретрійців ув'язли у боргах. Втім, навчена гірким досвідом, Еретрія зробила вірну ставку під час чергового раунду римської експансії і відмовилися приєднатися до македонців і ахейців під час їхньої війни з Римом у 146 році до нашої ери. І якщо переможений Коринф був Луцієм Муммієм зруйнований, а Халкіда покарана, Еретрія не лише зміцнила своє становище, але й вчергове отримала під свій контроль Ороп.
Місто залишалося автономним, хоча й визнавало зверхність римського намісника Македонії. Завдяки цьому заможна еретрійська верхівка змогла примножити свої багатства і перетворитися у справжню плутократію — хай і ціною відмови від будь-яких політичних амбіцій. Саме в цей час в місті набувають поширення східні культи і зводиться храм Ізиди — що може свідчити про розквіт торгівлі з Єгиптом та Сирією.

### Занепад і згасання
Край добі процвітання Еретрії під римською владою поклали Митридатові війни. Місто всупереч своїй вже традиційній обережній політиці, стало на бік понтійського царя. Розплата не забарилася. Вже в 86 році до нашої ери римляни здобули місто штурмом і спалили його. З часом життя в Еретрії відновилося. Але місто перебувало в глибокому занепаді. В 42 році до нашої ери Марк Антоній взагалі підпорядкував його Афінам. В 27 році до нашої ери Еретрія стала частиною римської провінції Ахайя.
В 21 році до нашої ери Август урочисто повернув місто права самоврядування. В Еретрії був збудований Себастіон — храм, в якому вшановували геній імператора. Відновили і реконструювали театр та гімнасій. Звели навіть новий ремісничий квартал, мешканці якого опановували раніше невідомі еретрійцям ремесла. Але місто значно скоротилося у розмірах, життя зосередилося біля акрополя, а на місці колись галасливих площ тепер ховали небіжчиків. Пам'ятник імператору Каракаллі свідчить, що за його правління Еретрія ще існувала як місто, проте мешканці поступово перебиралися до сусіднього Порфмоса.
У 365 році Еретрія, точніше її залишки, були зруйновані землетрусом, проте громадяни в місті жили й надалі. Себастіон був зруйнований лише в V сторіччі — імовірно місцевими християнами. Збереглися й поховання, датовані VI століттям. Але після землетрусу 511 року життя і Еретрії завмерло остаточно.

### Відродження і повернення давнього імені

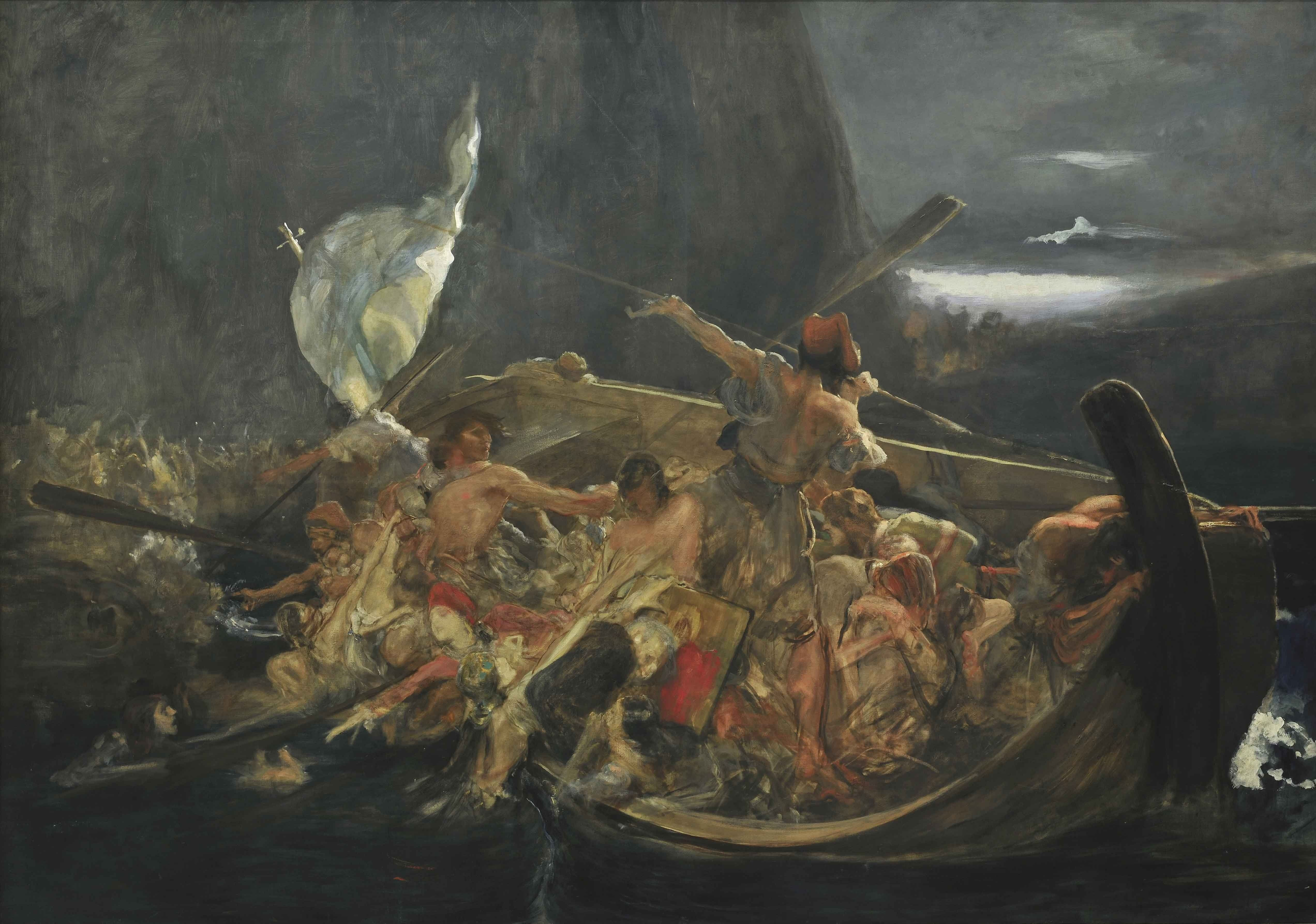
Біженці із Псари. Ніколаос Гізіс. Національна художня галерея в Афінах

Багато сторіч територія міста залишалася незаселеною і заболоченою. Лише після проголошення незалежності Греції від османської влади та приєднання у 1833 році Евбеї до грецької держави, землі колишньої Еретрії були віддані для облаштовування біженців із знищеного турками поселення на острові Псара. Нове селище було засноване у 1834 році і отримало назву Нео-Псара.

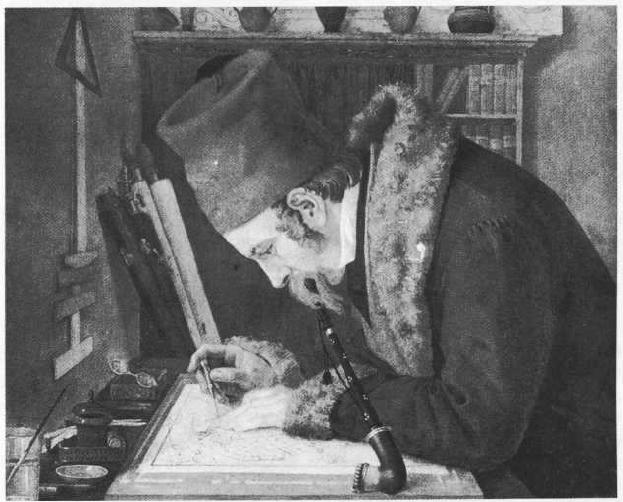
Едуард Шауберт за роботою

План розбудови нового міста склад видатний німецький дослідник, архітектор і містобудівник Едуард Шауберт, який до того склав генеральний план Афін як столиці новітньої Греції. Але вибір місця виявився не надто вдалим, місцевий клімат був нездоровим, поселенцям постійно загрожувала малярія — тож і життя в Нео-Псарі довгий час ледь жевріло. Інтерес до неї трохи підживили хіба що археологічні розкопки, які почалися на місці Еретрії у 1890 році.
Населення Нео-Псари значно зросло після грецько-турецької війни 1919—1922 років і укладання угоди про обмін населенням між двома державами. Чимало малоазійських біженців осіло саме на Евбеї. Проте місцеві болота були остаточно осушені лише у 40-х роках XX сторіччя. В 1956 році було відкрите регулярне сполучення між Нео-Псарою і Оропом. Після цього острів перетворюватися на улюблене місце відпочинку для афінян, а згодом — і для іноземних туристів.
В 1960 році Нео-Псарі вирішили повернути назву античного міста і перейменували на Еретрію.

## Населення
| Рік  | Місто | Муніципалітет |
| ---- | ----- | ------------- |
| 1981 | 3,711 | -             |
| 1991 | 3,022 | 4,987         |
| 2001 | 3,156 | 5,969         |